# Anabarhynchus triangularis
Anabarhynchus triangularis är en tvåvingeart som beskrevs av Lyneborg 1992. Anabarhynchus triangularis ingår i släktet Anabarhynchus och familjen stilettflugor. Inga underarter finns listade i Catalogue of Life.